# 1772 en littérature
| Années de la littérature : 1769 - 1770 - 1771 - 1772 - 1773 - 1774 - 1775    |
| Décennies de la littérature : 1740 - 1750 - 1760 - 1770 - 1780 - 1790 - 1800 |

Cet article présente les faits marquants de l'année 1772 en littérature.

## Événements
- 12 avril : Zhivopisets (en) (« Le Peintre »), revue satirique de Novikov, est publiée en Russie jusqu'en juin 1772[1],[2].
- 3 septembre : le marquis de Sade est condamné à mort par contumace par le Parlement d'Aix pour sodomie et empoisonnement après avoir participé à une partie avec des prostituées le 27 juin à Marseille. Il est brûlé en effigie avec son valet Latour le 12 septembre à Aix. Arrêté le 8 décembre à Chambéry et enfermé au Château de Miolans, il s'évade le 30 avril 1773[3].
- 12 septembre : formation du Göttinger Dichterbund, la « ligue poétique de Göttingen » baptisée Göttinger Hainbund, « Ligue du bosquet » par Johann Heinrich Voß en 1804[4].
- 23 septembre et 7 octobre : lettres de Denis Diderot à Grimm, qui a achevé la rédaction de trois contes moraux : Ceci n'est pas un conte, Madame de La Carlière et le Supplément au voyage de Bougainville qui paraissent partiellement dans la Correspondance littéraire d'avril 1773 à avril 1774[5].

- La parution de la pièce en vers Ágis tragédiája (« La tragédie d’Agis ») de György Bessenyei marque l’introduction des Lumières et le « renouveau de la langue » en Hongrie[6]. On commence à rédiger en hongrois tout d’abord des traductions du latin, puis des œuvres originales.

## Parutions
- Jacques-Antoine-Hippolyte de Guibert, Essai général de tactique, vol. 1, Londres, 1772 (présentation en ligne).
- Johann Gottfried von Herder, Abhandlung über den Ursprung der Sprache, Berlin, Christian Friedrich Voß, 1772 (présentation en ligne) (« Essai sur l’origine du langage »).

- The case of the officers of excise, Lewes, 1772 (présentation en ligne). (« Le cas des officiers de la Régie »), pamphlet anonyme de Thomas Paine, son premier écrit politique .

- Parution des deux derniers volumes de l’Encyclopédie ou Dictionnaire raisonné des sciences, des arts et des métiers[7].

### Fictions
- Jacques Cazotte, Le Diable amoureux : Nouvelle espagnole, Naples, 1772 (présentation en ligne), roman fantastique.

## Naissances
- 11 avril : Manuel José Quintana, poète espagnol († 11 mars 1857).
- 2 mai : Novalis, poète et romancier allemand († 25 mars 1801).
- 21 octobre : 
  - Samuel Taylor Coleridge, poète et critique britannique († 25 juillet 1834).
  - Claude Fauriel, historien, linguiste, critique et érudit français († 15 juillet 1844).
- 17 novembre : Marc-Antoine-Madeleine Désaugiers, chansonnier et vaudevilliste français († 1827).

## Décès
- 10 novembre : Pedro Antonio Correia Garção, poète portugais.